# Морозівська сільська рада (Балаклійський район)
Моро́зівська сільська́ ра́да — колишній орган місцевого самоврядування в Балаклійському районі Харківської області. Адміністративний центр — село Морозівка.

## Загальні відомості
- Морозівська сільська рада утворена в 1921 році.
- Територія ради: 53,119 км²
- Населення ради: 1 535 осіб (станом на 2001 рік)
- Територією ради протікає річка Сіверський Донець.

## Населені пункти
Сільській раді підпорядковані населені пункти:
- с. Морозівка
- с. Бородоярське
- с. Вільхуватка

## Склад ради
Рада складається з 16 депутатів та голови.
- Голова ради: Поберій Олександр Сергійович
- Секретар ради: Надточа Валентина Григорівна

### Керівний склад попередніх скликань
| Прізвище, ім'я, по батькові  | Основні відомості                                               | Дата обрання | Дата звільнення |
| ---------------------------- | --------------------------------------------------------------- | ------------ | --------------- |
| Тихий Сергій Миколайович     | Сільський голова, 1961 року народження, безпартійний            | 26.03.2006   | 31.10.2010      |
| Поберій Олександр Сергійович | Сільський голова, 1988 року народження, освіта середня загальна | 31.10.2010   |                 |

Примітка: таблиця складена за даними сайту Верховної Ради України

### Депутати
За результатами місцевих виборів 2010 року депутатами ради стали:

#### За суб'єктами висування
| Суб'єкт висування                                       | Кількість обраних депутатів | %    |
| ------------------------------------------------------- | --------------------------- | ---- |
| Партія регіонів                                         | 12                          | 75   |
| Самовисування                                           | 3                           | 18,8 |
| Політична партія Всеукраїнське об'єднання «Батьківщина» | 1                           | 6,3  |

#### За округами
| № округу                                                | Прізвище, ім'я, по батькові         | Дата визнання обраним | Освіта             | Партійна приналежність                        | Відомості про обраного депутата                                               |
| ------------------------------------------------------- | ----------------------------------- | --------------------- | ------------------ | --------------------------------------------- | ----------------------------------------------------------------------------- |
| Партія регіонів                                         |                                     |                       |                    |                                               |                                                                               |
| 2                                                       | Затолока Ігор Анатолійович          | 01.11.2010            | середня спеціальна | член Партії регіонів                          | ВАТ «Савинський цукрозавод», робітник                                         |
| 3                                                       | Крамаренко Микола Панасович         | 01.11.2010            | вища               | член Партії регіонів                          | пенсіонер                                                                     |
| 5                                                       | Зубенко Володимир Іванович          | 01.11.2010            | вища               | член Партії регіонів                          | ВАТ «Савинський цукрозавод», начальник цеха механізації                       |
| 6                                                       | Салига Ніна Андріївна               | 01.11.2010            | середня спеціальна | член Партії регіонів                          | Морозівська сільська рада, бухгалтер                                          |
| 7                                                       | Остров Іван Ілліч                   | 01.11.2010            | середня спеціальна | член Партії регіонів                          | приватний підприємець                                                         |
| 8                                                       | Колісниченко Наталія Іллівна        | 01.11.2010            | вища               | член Партії регіонів                          | Управління Держкомзему в Балаклійському районі, начальник відділу землеустрою |
| 10                                                      | Ковтун Іван Кузьмич                 | 01.11.2010            | середня спеціальна | член Партії регіонів                          | приватний підприємець                                                         |
| 11                                                      | Надточа Валентина Григорівна        | 01.11.2010            | середня спеціальна | член Партії регіонів                          | Морозівська сільська рада, секретар                                           |
| 13                                                      | Борлюк Юрій Володимирович           | 01.11.2010            | середня спеціальна | член Партії регіонів                          | пенсіонер                                                                     |
| 14                                                      | Пересечанський Іван Михайлович      | 01.11.2010            | середня спеціальна | член Партії регіонів                          | тимчасово не працює                                                           |
| 15                                                      | Чоботар Володимир Серафимович       | 01.11.2010            | середня            | член Партії регіонів                          | тимчасово не працює                                                           |
| 16                                                      | Пересічанський Сергій Володимирович | 01.11.2010            | середня            | член Партії регіонів                          | в/ч А1352, військовий                                                         |
| Політична партія Всеукраїнське об'єднання «Батьківщина» |                                     |                       |                    |                                               |                                                                               |
| 4                                                       | Саєнко Валентина Сергіївна          | 01.11.2010            | середня спеціальна | член Всеукраїнського об'єднання «Батьківщина» | приватний підприємець                                                         |
| Самовисування                                           |                                     |                       |                    |                                               |                                                                               |
| 1                                                       | Поберій Людмила Володимирівна       | 01.11.2010            | вища               | позапартійна                                  | Морозівська загальноосвітня школа І-ІІІ ст., вчитель                          |
| 9                                                       | Чорнощок Ольга Василівна            | 01.11.2010            | вища               | позапартійна                                  | Морозівська загальноосвітня школа І-ІІІ ст., директор                         |
| 12                                                      | Мединський Сергій Миколайович       | 01.11.2010            | середня            | позапартійний                                 | в/ч А-1352, вОХОР                                                             |